# Gabriele Angella
Gabriele Angella est un footballeur italien né le 28 avril 1989 à Florence. Il joue au poste de défenseur central au club de Pérouse.

## Biographie
Le 1er septembre 2015 il est prêté pour une saison à Queens Park Rangers.

## Palmarès
- Watford
  - Championship (D2)
    - Vice-champion : 2015